# Geoemyda
Genre
Synonymes
- Nicoria Gray, 1856

Geoemyda est un genre de tortues de la famille des Geoemydidae.

## Répartition
Les deux espèces de ce genre se rencontrent en Chine, au Japon et au Viêt Nam.

## Liste des espèces
Selon TFTSG (16 juin 2011) :
- Geoemyda japonica Fan, 1931
- Geoemyda spengleri (Gmelin, 1789)

## Publication originale
- Gray, 1834 : Characters of two new genera of reptiles (Geoemyda and Gehyra). Proceedings of the Zoological Society of London, vol. 1834, p. 99-100 (texte intégral).